# Liste der Wirtschaftsverbände der Schweiz
Dies ist eine Liste von Wirtschaftsverbände der Schweiz:

## Branchenübergreifend
- Schweizerischer Arbeitgeberverband
- Economiesuisse
- Schweizerischer Gewerbeverband
- Schweizerischer Gewerkschaftsbund
- Travail.Suisse

## Branchenverbände
- Avenergy Suisse (bis 2019: Erdöl-Vereinigung)
- ASTAG Schweizerischer Nutzfahrzeugverband
- ASW Allianz Schweizer Werbeagenturen
- Curafutura
- Dachverband der Schweizerischen Handels- und Industrievereinigungen der Medizintechnik FASMED
- Gebäudehülle Schweiz
- SwissHoldings
- HWS Verband Holzwerkstoffe Schweiz
- IGEM Interessengemeinschaft elektronische Medien
- KS/CS Kommunikation Schweiz (Dachverband für die kommerzielle Kommunikation)
- Kunststoff.swiss (Branchenverband der Schweizerischen Kunststoffindustrie)
- Leading Swiss Agencies
- Santésuisse
- Schweizer Bauernverband
- Schweizerischer Baumeisterverband
- Schweizer Buchhändler- und Verleger-Verband
- Schweizer Dialogmarketing Verband
- Verband Schweizerischer Elektrizitätsunternehmen
- ICTswitzerland
- ICT- und Internetbranche SWICO
- Verband der Schweizerischen Uhrenindustrie FH
- Schweizerischer Verband Network Marketing (SVNM)
- Swiss Biotech Association (Branchenverband der schweizerischen Biotechunternehmen)
- Swiss Fintech Innovations (SFTI)
- Swiss Trading and Shipping Association, STSA (Schweizer Branchenverband der Rohstoffhändler und Hochseeschifffahrtsunternehmen)
- Swiss Textiles (Verband der Schweizer Textilindustrie)
- Verband der Schweizerischen Zellstoff-, Papier- und Kartonindustrie ZPK
- Spedlogswiss
- Swissmem Verband der Schweizer Maschinen-, Elektro- und Metallindustrie
- Verband Schweizerischer Schreinermeister und Möbelfabrikanten VSSM

### Finanzplatz
- Schweizerischer Versicherungsverband
- Schweizerische Bankiervereinigung
- Verband Schweizerischer Kantonalbanken
- Schweizerischer Verband für Strukturierte Produkte
- Swiss Funds Association
- Swiss Payments Council
- Arbeitgeber Banken

### Chemie
- Interpharma
- Intergenerika
- Scienceindustries
- Swiss Flavour and Fragrance Industry Association
- Association Suisse des Spécialités Pharmaceutiques Grand Public